# Николаев, Владислав Владимирович
Владислав Владимирович Николаев (род. 7 марта 1954, дер. Сюлескеры (чув. Сӗлескер) Цивильского района Чувашской Республики) — художник-ювелир, медальер, геральдист, создатель наградных знаков Чувашской Республики, член Союза художников РФ, Геральдической комиссии ЧР, Заслуженный художник Российской Федерации, Народный художник Чувашской Республики.

## Биография
В. В. Николаев родился в чувашско-русской семье, в небольшой чувашской деревне Сюлескеры. В возрасте 5 лет переехал с родителями в город Чебоксары. В школьные годы занимался коллекционированием и изучением марок, открыток, монет, наград. В 1974 г., после службы в армии, Владислав Николаев три года проработал на строительстве Байкало-амурской магистрали (БАМ) электромонтажником-высотником и бригадиром, на протяжке высоковольтной электрической линии ЛЭП-500 на трассе от Усть-Илимской ГЭС до Тайшета.
В 1977 г. поступил на художественно-графический факультет Чувашского государственного педагогического института, обучался в группе преподавателя В. Б. Щербакова. Позже познакомился с известными художниками Н. П. Карачарсковым, П. Г. Григорьевым-Савушкиным и др., неоднократно выезжал вместе с ними на этюды и пленеры. С середины 1980-х гг. главным делом Николаева стало ювелирное дело, тесно связанное с металлообработкой, медальерным и геральдическим искусством.
В настоящее время В. В. Николаев — один из ведущих медальеров и художников декоративно-прикладного искусства Чувашской Республики.

## Творчество
В 1980—1990-х гг. В. В. Николаев работал как художник-ювелир, выполнял заказы и творческие произведения. Был принят в члены Союза художников РФ. Регулярно принимает участие на республиканских, зональных и всероссийских выставках. В 2011 г. в составе группы художников-прикладников Чувашии экспонировал свои произведения на Всероссийской выставке «Большая Волга» в Саранске.
Особенностью творчества Владислава Николаева является то, что им выполняются все операции по разработке и исполнению наградного знака — от форэскиза до полного тиража. Все ответственные заказы выполняются из драгоценных металлов (золота, серебра) и камней (бриллиантов, рубинов).
В 1996 г., к десятилетию чернобыльской трагедии, художником были выполнены эскизы двух знаков для Союза «Чернобыль» (Серебряного знака Почётного члена Союза «Чернобыль» и Знака занесения в Книгу Почёта этого Союза), позже — пять наград и знаков для Министерства по чрезвычайным ситуациям (МЧС) России.
Одним из первых государственных заказов, выполненных В. В. Николаевым, стал нагрудный знак высшего звания Чувашии — Почётного гражданина Чувашской Республики (1996). В его основе — рельефное изображение республиканского Герба в форме диска из золота 585 пробы, диаметром 25 мм.
В 2003 г., победив в конкурсе, разработал и выполнил в материале Должностной знак и Памятный знак Президента Чувашской Республики. В основе каждого знака — звезда из наискось наложенных друг на друга восьмиконечных крестов (символов Солнца у финно-угорских народов Поволжья и Приуралья). В центре располагается круглый золотой медальон диаметром 33 мм, с накладным изображением Государственного герба Чувашии. Звезда Президента обрамляется побегами чувашского хмеля и крепится к массивной цепи, состоящей из тринадцати чередующихся звеньев сложной звездообразной формы и соединительных элементов. Звезда Памятного знака крепится к прямоугольной колодке или ленте.
Художник из Чувашии В. В. Николаев является автором многих знаков, медалей и орденов Чувашской Республики, а также победителем конкурсов на государственные награды соседних регионов (Марий Эл, Мордовии, Татарстана).

## Основные произведения
- Колье «Хмель». 1995.
- Серебряный знак Почётного члена Союза «Чернобыль». 1996.
- Знак занесения в Книгу Почёта Союза «Чернобыль». 1996.
- Нагрудный знак Почётного гражданина Чувашской Республики. 1996.
- Дарственный ковш «Çул курки — На посошок». 2000. Серебро, скань, сердолик.
- Декоративная ваза «К 60-летию Победы» Архивная копия от 5 марта 2016 на Wayback Machine. 2000 г. (в соавт. с Ю. В. Жульевым). Собр. ЧГХМ, Чебоксары.
- Должностной и Памятный знаки Президента Чувашской Республики. 2003.
- Орден «За заслуги перед Чувашской Республикой»
- Орден «За любовь и верность». 2010.

## Награды и звания
- Медаль «За строительство Байкало-Амурской магистрали» (1977);
- Заслуженный художник Чувашской Республики (1997);
- Заслуженный художник Российской Федерации (2003);
- Лауреат Государственной премии Чувашской Республики (2007).
- Народный художник Чувашской Республики (2011).